# Fadel Karbon
Fadel Karbon (født 10. december 1992) er en norsk fodboldspiller.